# 圣高登扎奥大殿

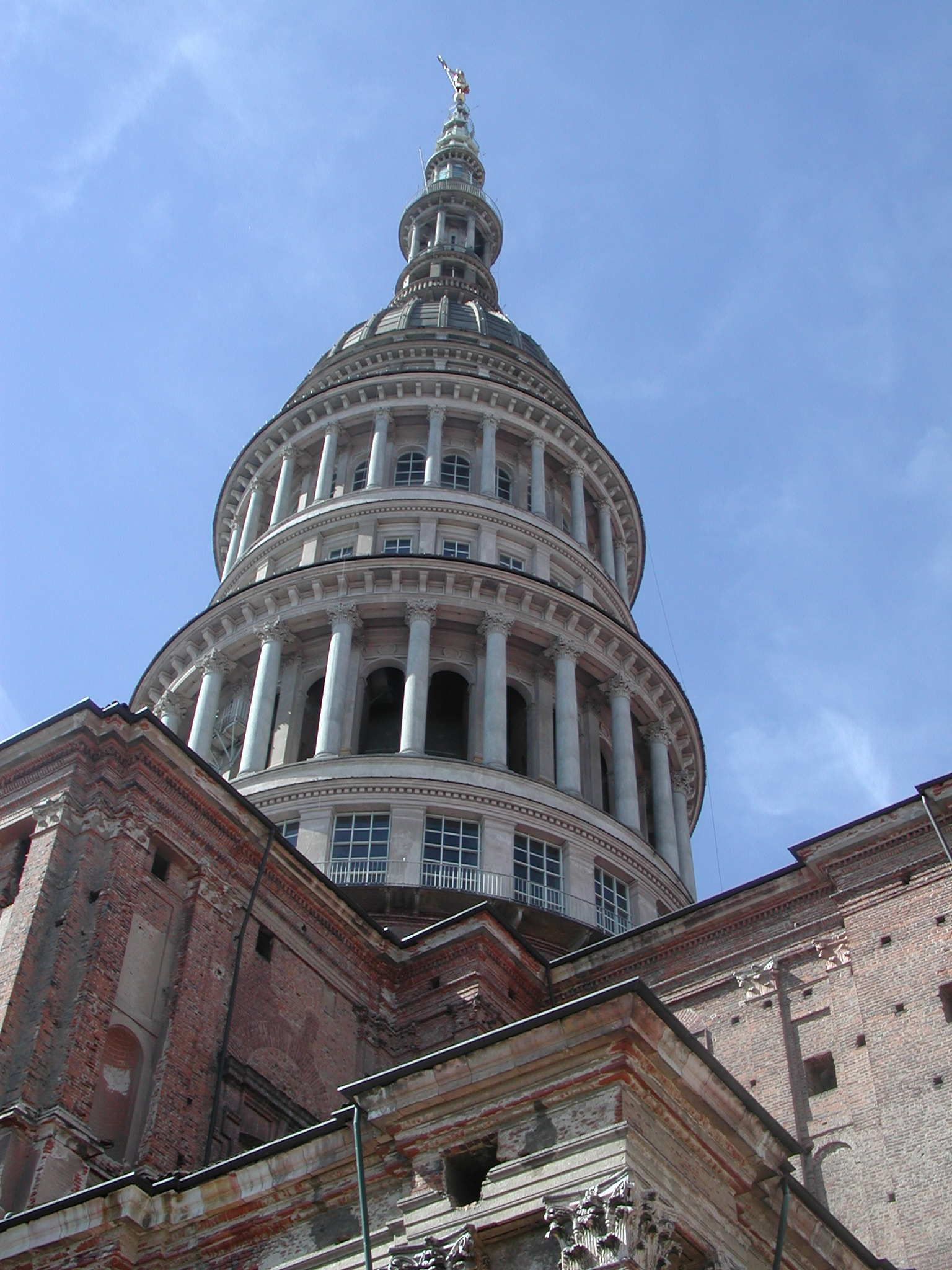
钟楼

诺瓦拉圣高登扎奥大殿（Basilica di San Gaudenzio）是意大利西北部皮埃蒙特大区城市诺瓦拉的一座教堂，也是该市的最高点。主保圣人是该市第一位主教圣高登扎奥。

## 历史
现存大殿修建于1577到1690年，在旧大殿毁坏之后，皇帝查理四世下令建造。
大殿本身由Pellegrino Tibaldi建造，但是高121米的雄伟钟楼由Alessandro Antonelli设计。